# Aleksander Nikolajevič Berdjajev
Aleksander Nikolajevič Berdjajev (rusko Александр Николаевич Бердяев), ruski general, * 1778, † 1824.
Bil je eden izmed pomembnejših generalov, ki so se borili med Napoleonovo invazijo na Rusijo; posledično je bil njegov portret dodan v Vojaško galerijo Zimskega dvorca.

## Življenje
26. junija 1784 je bil vpisan v konjeniški polk in 8. marca 1794 je bil kot stotnik premeščen v 3. čugujevski kozaški polk. Leta 1798 je bil premeščen v Tverski kirasirski polk in 7. decembra 1800 je bil povišan v polkovnika; poveljnik Tverskega dragonskega polka je postal 7. februarja 1806.
Leta 1805 je sodeloval v vojni proti Francozom, dokler ni bil 8. novembra ujet; že 15. novembra je bil izpuščen med izmenjavo ujetnikov. Med bitko pri Austerlitzu je bil hudo ranjen v levo roko, katero je od takrat naprej težko uporabljal. 4. julija 1811 je bil povišan v generalmajorja in v začetku naslednjega leta je postal poveljnik 15. brigade 5. konjeniške divizije. Po vojni je ostal poveljnik konjeniške vojne.
9. septembra 1815 je bil upokojen iz vojske zaradi vojnih ran.